# Representante discente
Representantes discentes (RDs) são, dentro de uma instituição de ensino superior, os estudantes que participam dos órgãos colegiados daquela instituição. Na Universidade de São Paulo, dentre os diversos órgãos existentes, alguns exemplos são o Conselho Universitário (CO) a Comissão de Graduação (CG), a Comissão de Pós-Graduação (CPG), a Congregação e os Conselhos de Departamento.
Os Representantes Discentes devem ser estudantes da instituição e são eleitos por seus colegas (na linguagem técnica, "por seus pares") com mandato de um ano. Sua função é representar, dentro daquele colegiado, os interesses do conjunto dos estudantes. Durante seu mandato, ele é membro pleno do órgão ao qual foi eleito e participa de todas as decisões que esse órgão toma, expondo as ideias dos estudantes sobre os assuntos discutidos e votando (na linguagem técnica, os RDs tem direito "a voz e voto").
As atividades de um Representante Discente incluem ouvir e debater opiniões com os alunos sobre os diversos temas que envolvem o Ensino, a Pesquisa e a Extensão, por exemplo, Grade Curricular, oferecimento de disciplinas, atividades extra-curriculares, estágios, iniciação científica, Ensino à Distância, Projeto Político Pedagógico do curso etc.
Outra atividade fundamental é a divulgação de decisões dos colegiados, comissões, Congregação, por meio das pautas e atas, áudio etc.
A participação dos estudantes nos colegiados e comissões é assegurada pela Constituição Federal, artigo 206, inciso VI, e também na Lei de Diretrizes e Bases da Educação, além de diversos artigos nas constituições estaduais e estatutos e regimentos das universidades federais, estaduais ou particulares.

## Ligações Externas
www.rdfeausp.org